# Giáo hoàng đối lập Pascalê
Pascalê (tiếng Latinh: Paschalis, tiếng Hy Lạp: Πασχάλης) là một Giáo hoàng đối lập của Giáo hội công giáo Rôma vào năm 687  Ông là người đối lập với giáo hoàng Sergius và ngụy giáo hoàng Theodore.